# Forum Koszalin
Forum Koszalin (do 2011 roku i ponownie od 13 września 2019 roku, w latach 2011–2019 Atrium Koszalin) – 4-kondygnacyjne centrum handlowe w Koszalinie, oddane do użytku 27 listopada 2008 r. Znajduje się przy ulicy Ignacego Paderewskiego, w bezpośrednim sąsiedztwie ulicy Gnieźnieńskiej. W centrum znajduje się 128 lokali handlowych oraz 6-salowe Multikino. Obiekt ma 55 tys. m² powierzchni i posiada podziemny oraz naziemny parking na 1600 samochodów, a poza tym windy przystosowane na potrzeby osób niepełnosprawnych. Operatorem spożywczym jest hipermarket Kaufland.